# Cầu Triều Dương

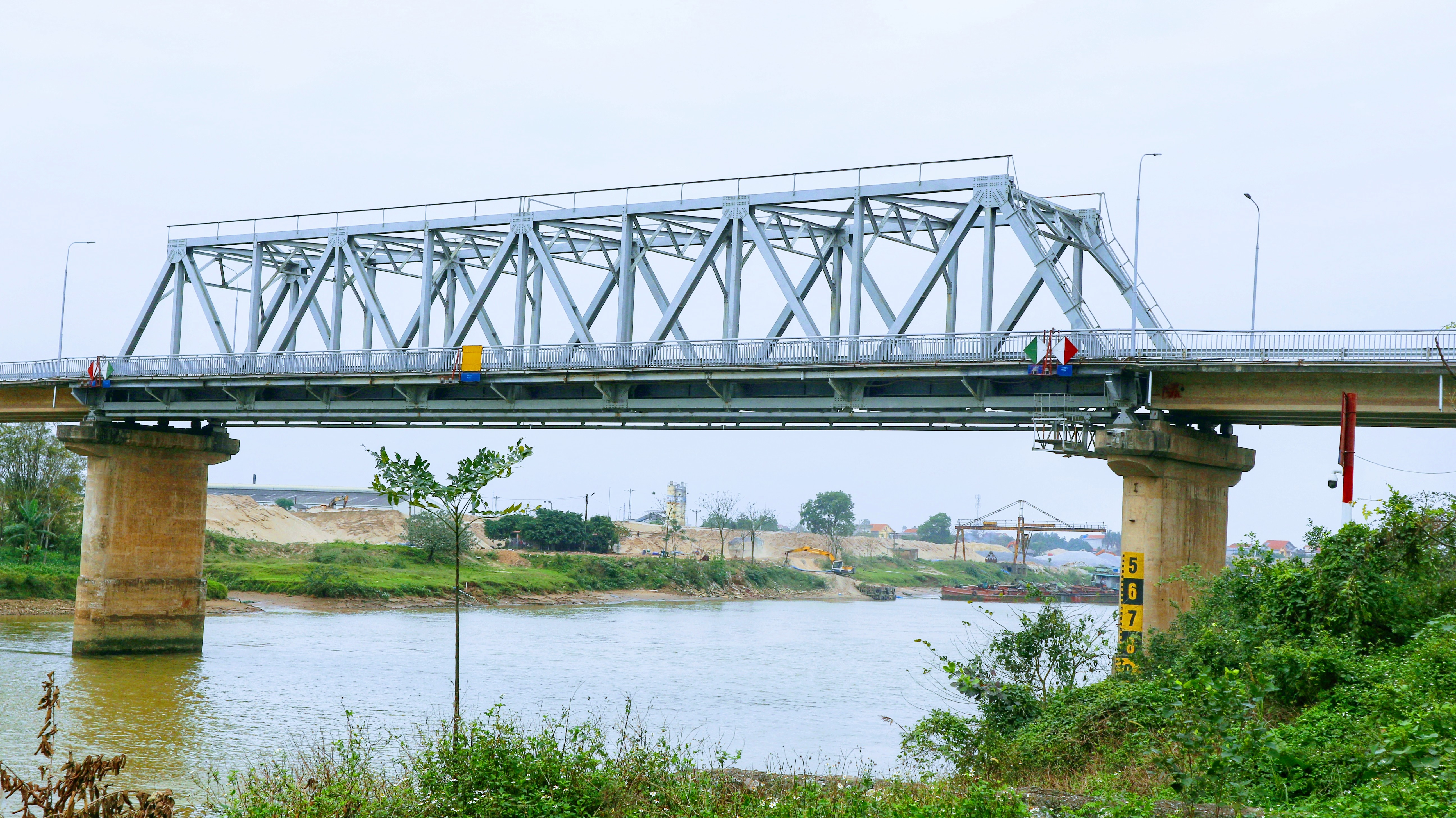
Cầu Triều Dương

Cầu Triều Dương nằm trên tuyến Quốc lộ 39A, bắc Sông Luộc, nối liền huyện Tiên Lữ thuộc tỉnh Hưng Yên với huyện Hưng Hà thuộc địa phận tỉnh Thái Bình. Đây là một trong ba cây cầu liên tỉnh của tỉnh Thái Bình. Cầu được thông xe vào ngày 23 tháng 11 năm 1995, đây là cây cầu đầu tiên phá vỡ thế "ốc đảo" của Thái Bình.
Hình ảnh cây cầu Triều Dương đã được Phạm Đình Nhân phổ thơ nhằm kỷ niệm một chuyến đi từ thiện ở tỉnh Thái Bình, bài thơ có tựa đề "Qua cầu Triều Dương". Bên cạnh đó Nguyễn Xuân Thấp cũng đã soạn lời bài hát "Bên cầu Triều Dương" để miêu tả về hình ảnh của cây cầu này.
Bài thơ "Qua cầu Triều Dương"
Sớm nay qua cầu Triều Dương
Đang mùa rét ngọt trời sương mây mờ
Từ bao giờ đến bây giờ
Bốn tư năm lại đợi chờ ta đây!
Triều Dương gợi nhớ cái ngày
Anh về Tiên Lữ, nơi này tìm ai
Đạp xe mấy chục dặm dài
Để tìm em được qua vài dòng thư

Ngờ đâu người nói trong thư
Là người anh hỏi bấy giờ, là em
Đồng quê ngát toả hương sen
Hương đưa duyên đến với em trọn đời
Hưng Yên đất nhãn ta ơi
Nhãn lồng vị ngọt một đời cùng em
Bên cầu ta đứng lặng xem
Một con đò nhỏ êm đềm trong sương
Hưng Yên, Tiên Lữ, Triều Dương
Mỗi lần qua, mỗi nhớ hương vị lành
Sớm nay ta lại với mình

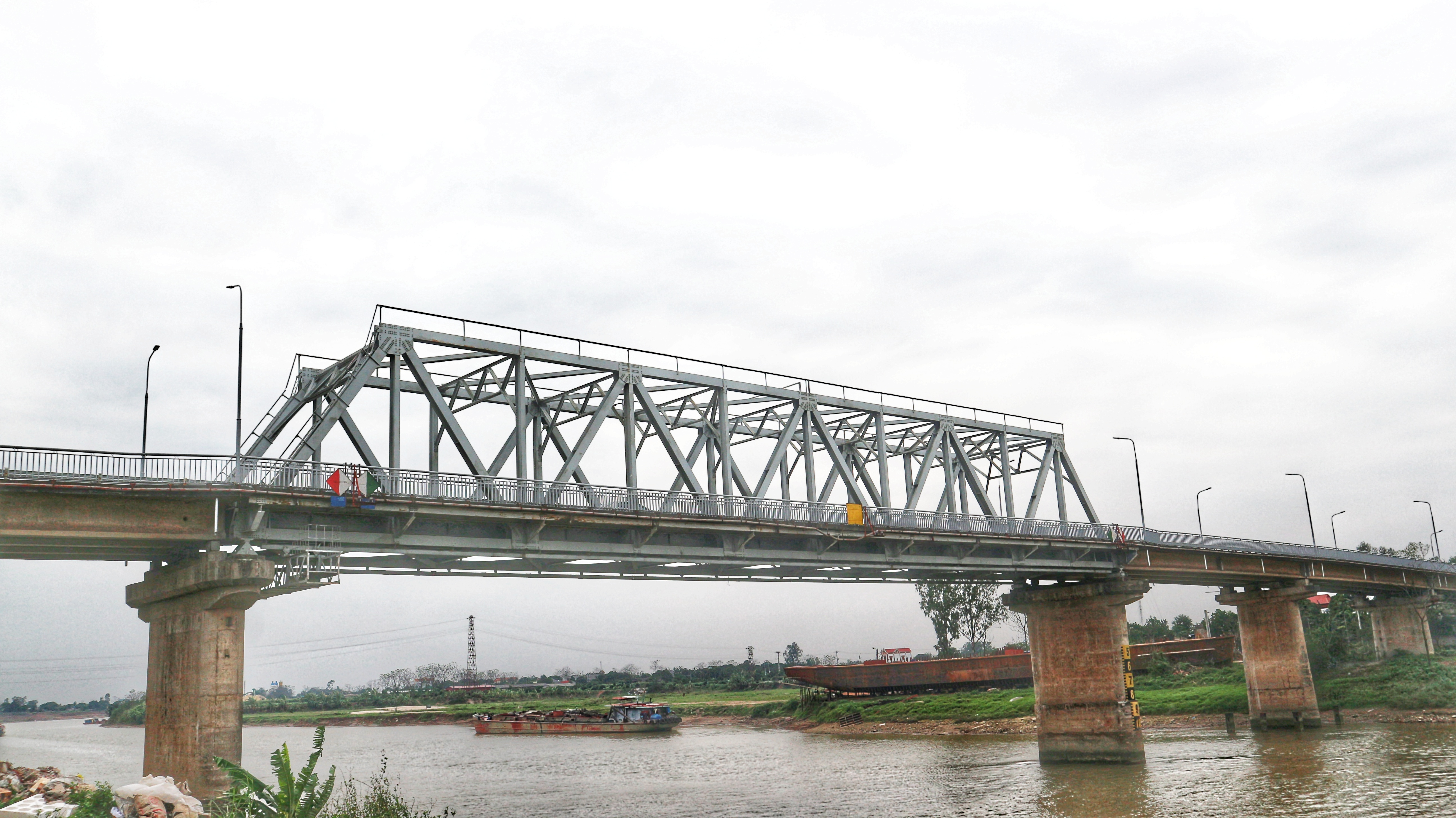
Cầu Chiều Dương từ phía chân cầu bên phải

Bâng khuâng nhớ lại mối tình Triều Dương